# Star Citizen
Ten artykuł dotyczy przyszłego wydarzenia. Informacje w nim zawarte mogą się zmienić wraz z pojawieniem się nowych faktów, a początkowe doniesienia mogą być niepewne. Ostatnie aktualizacje tego artykułu mogą nie odzwierciedlać najbardziej aktualnych informacji.
Star Citizen – będący w produkcji wieloosobowy symulator lotów kosmicznych tworzony przez Cloud Imperium Games na platformę Microsoft Windows. Projektantem gry jest Chris Roberts, twórca m.in. serii Wing Commander. Produkcję sfinansowano dzięki kampanii na Kickstarterze, gdzie zebrano kwotę ponad 2 mln dolarów.
Po zakończeniu kampanii na Kickstarterze, Cloud Imperium Games kontynuowało dalsze zbieranie funduszy poprzez sprzedaż statków kosmicznych i innych elementów w grze. Star Citizen stał się największym projektem realizowanym przy pomocy finansowania społecznego, osiągając ponad 350 mln dolarów w marcu 2021.

## Rozgrywka
Star Citizen będzie zawierał dwa tryby rozgrywki. Pierwszy z nich to świat gry typu MMO, łączący elementy walki w kosmosie z perspektywy pierwszej osoby i międzygwiezdny handel (Star Citizen), a drugi – kampania jednoosobowa z dołączonym wieloosobowym trybem współpracy (Squadron 42), razem z modyfikowalnym prywatnym serwerem. Decyzje podjęte przez gracza w Squadron 42 będą miały wpływ na historię w Star Citizen. Tytuł będzie wspierał gogle wirtualnej rzeczywistości Oculus Rift.
Zarówno Star Citizen, jak i Squadron 42 rozgrywają się w XXX wieku w Drodze Mlecznej, w fikcyjnym międzygalaktycznym państwie UEE (United Empire of Earth), będącym analogią do późnego Cesarstwa Rzymskiego. Centralną kwestią w grze jest obywatelstwo (lub jego brak) w UEE, które musi zostać osiągnięte w wyniku akcji gracza (jak na przykład odbycie służby wojskowej). Przewiduje się, że Obywatele będą cieszyli się pewnymi korzyściami w grze, na przykład niższymi podatkami lub łatwiejszym dostępem do handlu międzygatunkowego, jednak szczegóły nie są jeszcze ustalone.
Silny nacisk będzie położony na interakcje pomiędzy graczami. Zachowanie gracza będzie wpływało na dynamiczną ekonomię gry, zaś gracz będzie musiał ją uwzględniać w swoich działaniach.

## Produkcja

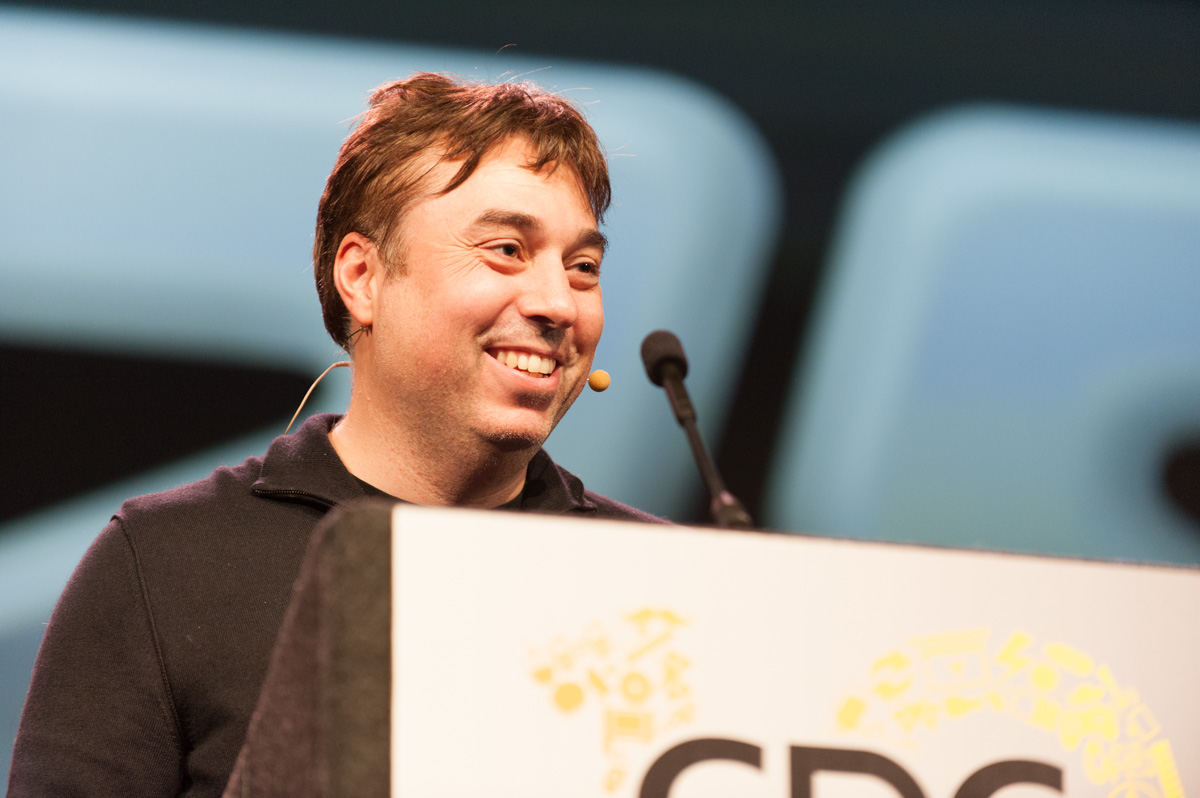
Chris Roberts na GDC, 2012

Produkcję Star Citizena rozpoczęto w 2011 roku, a jego głównym projektantem jest Chris Roberts. Roberts był odpowiedzialny m.in. za serię Wing Commander oraz Freelancer.

### Kickstarter
W październiku 2012 roku twórcy gry rozpoczęli na swojej stronie internetowej kampanię crowdfundingową, wykorzystując IgnitionDeck, plugin crowdfundingowy do WordPressa. Kilka tygodni później rozpoczęli dodatkowo kampanię w serwisie Kickstarter. Uzbierane fundusze szybko przekroczyły założone cele. Kolejno dodawane były dalsze cele, na ogół obiecujące więcej treści w grze w momencie wydania. Początkowa data zakończenia kampanii na stronie internetowej RSI została przesunięta o 10 dni, aby pokrywać się z datą zakończenia kampanii w serwisie Kickstarter, zarówno w celu pozyskania dodatkowych funduszy, jak i zorganizowania pojedynczego specjalnego wydarzenia na koniec obu kampanii. 17 listopada 2012, dwa dni przed zamknięciem kampanii, pobity został rekord uzbieranych poprzez crowdfunding pieniędzy na grę komputerową z wynikiem przeszło 4,2 miliona dolarów. Na zakończenie kampanii zebrana kwota przekroczyła wszystkie wyznaczone przez Cloud Imperium Games cele wynosząc 6 238 563 dolarów.

### Dalsza zbiórka pieniędzy
Po zakończeniu kampanii na Kickstarterze zbiórka pieniędzy jest kontynuowana przez stronę internetową gry. Według stanu z marca 2021 łączna suma zebranych funduszy przekroczyła 350 mln dolarów. Tym samym Star Citizen stał się największym projektem realizowanym przy pomocy finansowania społecznego.
Produkcja gry rozpoczęła się w roku 2011 z wykorzystaniem zmodyfikowanej wersji silnika CryEngine 3. W kwietniu 2014 podczas targów Pax East zaprezentowano tryb „Arena Commander” zawierający moduł „Dogfighting”, który pozwala na walkę w kosmosie. W czerwcu został on udostępniony wszystkim osobom, które wpłaciły pieniądze podczas zbiórki.

## Odbiór

### Pozew sądowy Cryteka
W grudniu 2017 przedstawiciele Cryteka, twórców CryEngine, złożyli pozew przeciwko Cloud Imperium Games za naruszenie umowy i praw autorskich. Zarzucono, że Cloud Imperium Games wciąż korzystało z silnika CryEngine, pomimo oficjalnej informacji o przeniesieniu gry na silnik Amazon Lumberyard. Dodatkowo stwierdzono, że studio usunęło logo CryEngine z materiałów gry oraz używało tego samego silnika dla dwóch osobnych produktów zamiast jednego. Crytek zażądał całkowitego zakazu używania CryEngine w materiałach dotyczących Star Citizena i Squadron 42. Cloud Imperium Games określiło pozew jako „bezwartościowy”, z kolei przedstawiciele Cryteka w odpowiedzi stwierdzili, że jedyną opcją jaka pozostała jest obrona swoich praw w sądzie.
Podczas procesu Cloud Imperium Games zarzuciło Crytekowi wybiórcze interpretowanie postanowień licencyjnych. Dodatkowo podkreślono, że zawarty w umowach zapis dotyczący korzystania z silnika na wyłączność nie oznaczał jednocześnie „wymogu korzystania z tego silnika”.